# Beliov
Beliov (del ruso: Белёв) es una ciudad del óblast de Tula, en Rusia, y el centro administrativo del raión de Beliov. Está situada sobre la orilla izquierda del río Oká, a 114 km al sudoeste de Tula, la capital del óblast. Su población se elevaba a 13.180 habitantes en 2018.

## Historia

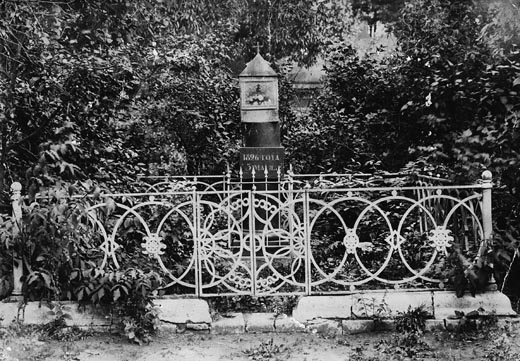
Monumento a la emperatriz Elisaveta Alekséievna de principios del en Beliov.

Como otras ciudades del curso superior del Oká, Beliov es mencionada por primera vez en una crónica 1147. Después de la caída del Principado de Chernígov, tras la invasión mongola de Rusia, Beliov se convierte en la sede de una dinastía de príncipes locales. Los príncipes de Beliov pasaron alternativamente de la dominación del Gran Ducado de Lituania a la de Moscovia, estado en el que finalmente permanecieron. La ciudad de Beliov posee las más antiguas iglesias del óblast de Tula.
La batalla de Beliov se libró en 1437 cerca de la ciudad rusa entre las tropas del  Gran Ducado de Moscú, bajo el mando de Dmitri Shemiaka, y los tártaros dirigidos por Ulugh Muhammad. El resultado de la batalla fue la completa derrota del ejército ruso.
La emperatriz Luisa de Baden (del ruso: Елизавета Алексеевна, Elizaveta Alekséievna'), murió el 16 de mayo de 1826 en Beliov.

## Demografía
| 1897  | 1926   | 1939   | 1959   | 1970   | 1979   | 1989   | 2002   | 2010   | 2018   |
| ----- | ------ | ------ | ------ | ------ | ------ | ------ | ------ | ------ | ------ |
| 9 600 | 12 800 | 17 602 | 17 153 | 17 733 | 17 971 | 18 345 | 16 083 | 13 918 | 13 180 |

## Economía
Las principales empresas de Beliov son:
- OAO Transmach (OAO Transmash) : polvo para extintores y cilindros de freno.
- OAO Belkon (ОАО "Белкон" o Белевский Консервный Завод) : conservas de legumbres, de pepinillos y de frutas, salsa de tomate, confituras y compotas.

## Personalidades
- Vasili Zhukovski (1783-1852), poeta. Nacido en el pueblo de Mishenskoe, cerca de Beliov.